# James Forrestal
James Vincent Forrestal, född 15 februari 1892 i Matteawan, Dutchess County, New York, död 22 maj 1949 i Bethesda, Maryland, var USA:s marinminister 1944–1947 och USA:s första försvarsminister 1947–1949. Han var tjänstgjorde först under president Franklin D. Roosevelt och sedan under Harry S. Truman.

## Död
Forrestal sa upp sig från tjänsten som försvarsminister den 28 mars 1949 på grund av ett "nervöst sammanbrott" och la in sig på Bethesda Naval Hospital fem dagar senare. Enligt hans doktor George Raines så var diagnosen depression eller reaktiv depression. Forrestals tillstånd verkade senare förbättras, men på morgonen den 22 maj fann man honom död nedanför ett köksfönster. Köket var på 16:e våningen och mittemot Forrestals rum.
Flottans förhör blev klara den 31 maj men det dröjde ända till den 12 oktober innan de offentliggjorde en kort sammanfattning av sina slutsatser. Det stod inget om orsakerna till fallolyckan och inget om det morgonrocksskärp som var knutet runt Forrestals hals. Detta har lett till mycket spekulationer och konspirationsteorier, främst Majestic 12.